# Jari-Matti Latvala
Jari-Matti Latvala (Töysä, 3 aprile 1985) è un dirigente sportivo e pilota di rally finlandese attuale team principal del Toyota Gazoo Racing WRT, scuderia ufficiale Toyota nel campionato del mondo rally.
Ha colto il suo primo podio al rally d'Irlanda 2007 ed è stato, fino al 2021, il più giovane pilota di sempre ad aver vinto un rally Mondiale, il rally di Svezia 2008. Il titolo gli è stato strappato dal giovane Kalle Rovanperä, pilota di una delle Toyota ufficiali gestite proprio da Latvala, al rally d'Estonia 2021. È noto al pubblico per la sua particolare aggressività nella guida che gli rende molti complimenti ed il paragone con il grande Colin McRae. Con un totale di 18 affermazioni iridate, è il pilota più vittorioso a non aver mai conquistato il titolo mondiale piloti.

## Carriera
Jari-Matti Latvala iniziò a guidare a soli quattro anni un'automobile a motore per bambini nel cortile di casa ma il suo modo di guidare fu così spericolato che la vettura non durò a lungo. All'età di sei anni approcciò il mondo dei kart e la sua prima gara la disputò il 20 settembre 1992 a Vaasa; i risultati furono perlopiù positivi e continuò a guidare sino all'estate del 2000. Nel 1993 suo padre Jari, a sua volta ex pilota di rally, acquistò per lui una Ford Escort MK1, piuttosto debole di motore e molto usata, che permise però a Jari-Matti di imparare a guidare delle vere automobili ed iniziare a coltivare il suo sogno di diventare un pilota di rally; successivamente la Ford Escort venne rimpiazzata da una Hillman Avenger comprata dal pilota professionista Henri Toivonen, molto più potente e capace di raggiungere velocità maggiori. Nel 1995 Latvala iniziò ad allenarsi con una Opel Ascona 2.0 gruppo A su un lago ghiacciato vicino al suo cottage estivo, aumentando notevolmente la sua esperienza di guida e provando a guidare la vettura anche sulla strada, superficie quasi mai testata dal giovane Jari-Matti. Nel 1997 suo padre comprò una Ford Escort RS2000 gruppo F e due anni dopo una Opel Astra, che fu preparata da Jari Valtaala e con la quale disputò alcuni rally senza fortuna; L'Astra venne poi sostituita da una Mitsubishi Lancer Evolution, utilizzata diversi anni dopo dal padre stesso in Kenya nel Safari Rally del 2001, occasione in cui ottenne l'undicesimo posto finale.

### Anni 2000–2001
Nel 2000, all'età di 15 anni, il padre di Latvala, Jari, a sua volta pilota di rally, scambiò la Ford Escort del figlio con una Toyota Corolla 1600 GT costruita da Jukka Karjalainen; lo scambio doveva essere fatto obbligatoriamente perché nella classe junior le auto dovevano avere motori sino a 1600 cc. Appena compiuti i 16 anni il ragazzo finlandese partecipò al suo primo rally sprint (competizione in cui si gareggiava senza il co-pilota), il 5 maggio 2001; in totale gareggiò per ben tredici volte con questa vettura ma improvvisamente nell'ottobre 2001 il motore si ruppe e fu costretto a cercare un'altra auto; il padre trovò quindi un'altra Corolla 1600 GT (appartenuta a Jukka Hiltunen), preparata sempre da Karjalainen, che Jari utilizzò per nove appuntamenti sino al maggio 2002, alternandosi alla guida della prima Corolla, nel frattempo riparata in febbraio; in totale Latvala vinse con le due Corolla ben 24 eventi del campionato finlandese rally sprint su 26 partecipazioni.

### Stagione 2002: l'esordio nel WRC
Sotto la guida dell'ex pilota Pentti Airikkala, la carriera di rally vera e propria iniziò per Latvala il 22 giugno 2002 in una gara della serie britannica BTRDA Gold Star, dove guidò una Renault Clio RS gruppo N e il suo co-pilota per le prime sei apparizioni fu Steve Harris. Poco tempo dopo decise di passare ad una Citroën Saxo ma i miglioramenti non si notarono per cui optò per una Mitsubishi Lancer Evo VI gr. A; nel frattempo dal 18 agosto il suo co-pilota divenne Carl Williamson. L'esordio mondiale per Jari-Matti avvenne, all'età di soli 17 anni, al prestigioso Rally di Gran Bretagna, ultimo appuntamento del campionato mondiale 2002, classificandosi al diciassettesimo posto complessivo a bordo della Lancer Evo VI.

### Stagione 2003: prime gare con Ford
Nel 2003 iniziò a correre con una Toyota Corolla WRC e il suo primo approccio con questa vettura fu al rally invernale d'Estonia, dove iniziò anche il duraturo sodalizio con il co-pilota Miikka Anttila. Disputò inoltre diverse gare dell'ERC e soprattutto partecipò a quattro appuntamenti del mondiale WRC 2003 con la Ford Focus WRC del team ufficiale Ford, alternandosi tra i modelli WRC01 e WRC02 (vetture già guidate rispettivamente da Colin McRae e Carlos Sainz nelle annate precedenti), classificandosi in decima posizione all'Acropolis Rally (navigato da Williamson), in diciassettesima al Rally di Germania, in quattordicesima al Rally di Finlandia e infine raccolse un altro decimo posto in Gran Bretagna, ultima gara della stagione iridata.

Partecipò altresì all'Italian Subaru Cup, disputando sette gare in territorio italiano con una Subaru Impreza WRX STi.

### Stagioni 2004–2005

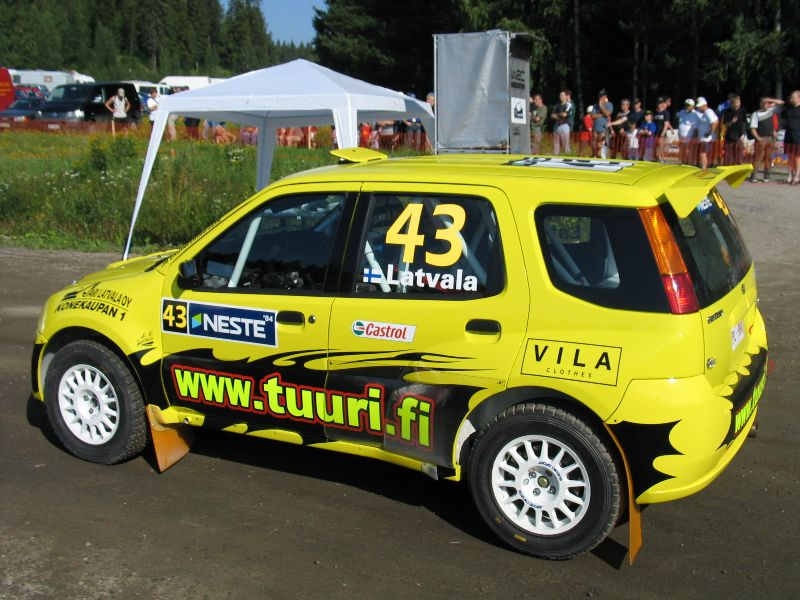
Latvala con la Suzuki Ignis S1600 al Rally di Finlandia 2004

Nel 2004 partecipò sia al campionato mondiale junior che al mondiale WRC, nel primo alla guida di una Ford Puma per il primo rally stagionale, di una Ford Fiesta per un'altra parte di campionato, ed infine di una Suzuki Ignis, tutte vetture dotate di propulsore da 1600 cc; al termine della stagione si classificò al tredicesimo posto in classifica generale, ottenendo quale miglior piazzamento un quarto posto in Finlandia e ritirandosi in ben cinque occasioni. Nel WRC fece invece più fatica a classificarsi nelle prime posizioni e al Tour de Corse chiuse ventunesimo, sua miglior prestazione stagionale, con una nuova Subaru Impreza WRX STi (versione 2004) sempre di gruppo N, mentre fu ventisettesimo in Germania e dovette ritirarsi in Svezia, al Rally d'Italia-Sardegna e in Australia.

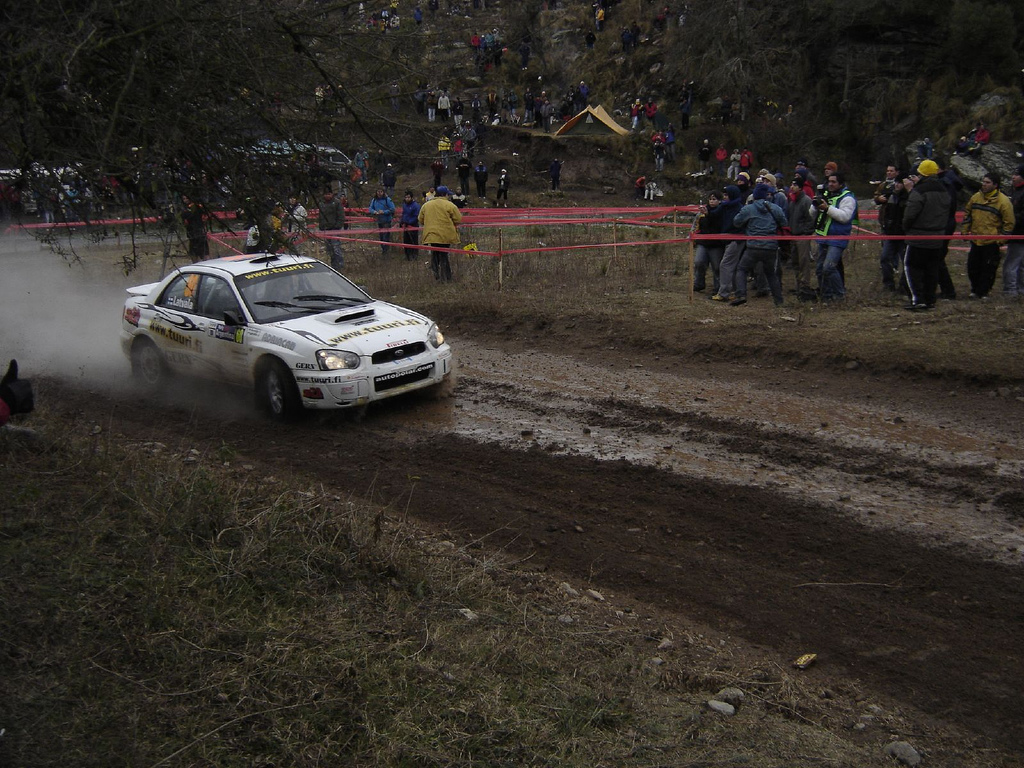
Latvala al Rally d'Argentina 2005, alla guida di una Subaru Impreza WRX STi

Nel 2005 Latvala gareggiò in otto appuntamenti del campionato mondiale, in sei di questi con una Impreza WRX STi (versione N11 del 2005) e negli altri due con la Corolla WRC mentre ritirò l'iscrizione al rally di Gran Bretagna, dove avrebbe dovuto partecipare con una Ford Focus WRC03. Il suo miglior risultato è stato il sedicesimo posto raggiunto in tre occasioni: Svezia, Italia-Sardegna e Tour de Corse, collezionando anche un diciannovesimo posto in Spagna, un ventunesimo in Germania e tre ritiri, tra cui anche quello nel rally di casa.
Oltre al rally in questi anni Jari-Matti si è dedicato anche allo studio, prima a Töysä per la scuola primaria, poi a Kuortane per la scuola secondaria superiore, con orientamento verso gli sport, in particolare l'hockey su ghiaccio, diplomandosi il 4 giugno 2005. A Lahti, tra il 3 ottobre 2005 ed il 29 settembre 2006, eseguì il servizio militare, congedandosi con il grado di sottotenente della riserva.

### Stagioni 2006–2007: Stobart M-Sport

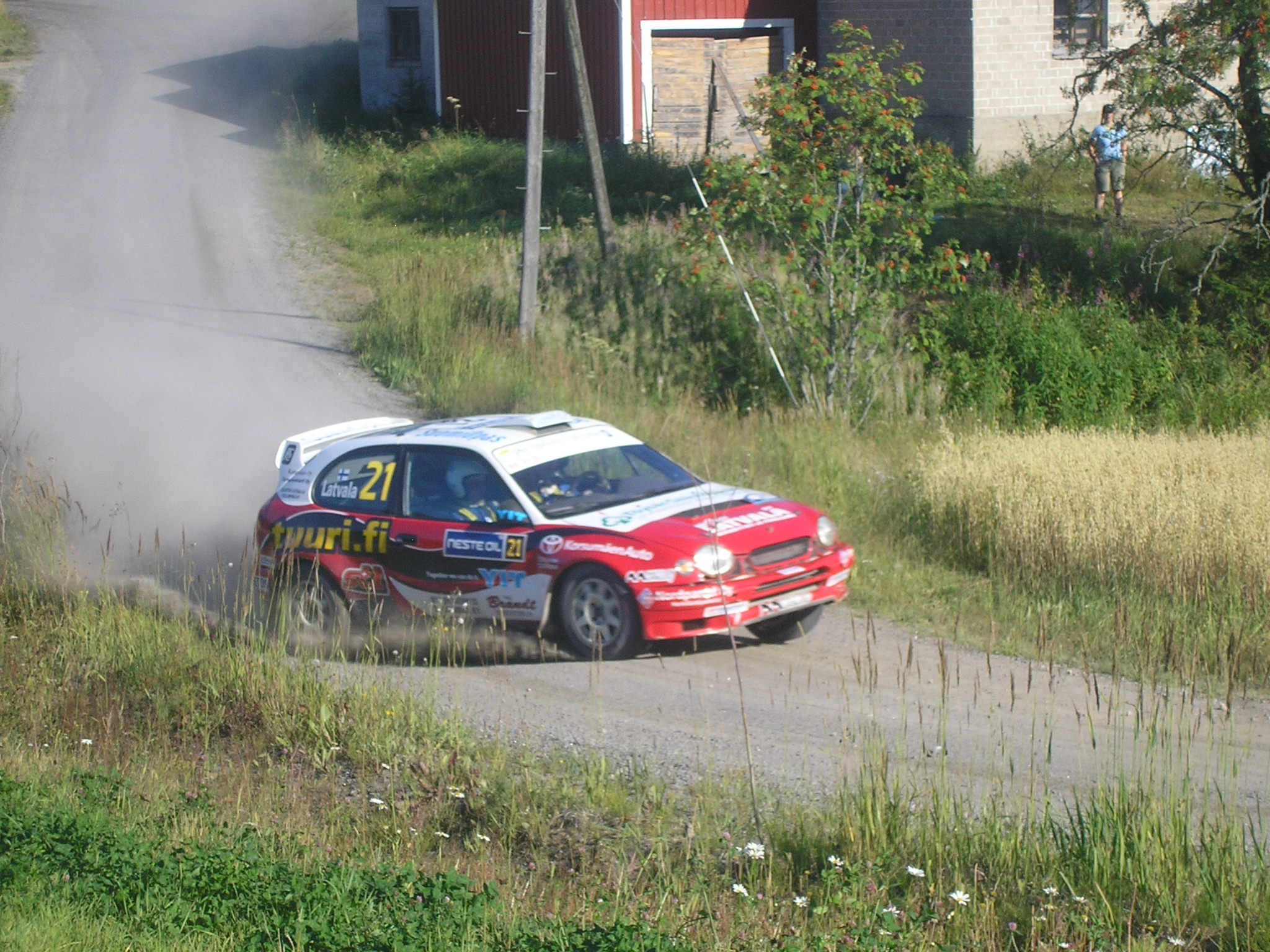
Latvala e la sua Toyota Corolla WRC al Rally di Finlandia 2006, nella speciale di Moksi-Leustu.

Durante la stagione iridata 2006, il finlandese partecipò a undici prove tra cui sei valevoli per il campionato mondiale vetture produzione (PWRC), nel quale gareggiò alla guida della nuova Impreza WRX STi (versione N12 del 2006). Nelle restanti gare mondiali Latvala condusse invece una Ford Focus WRC04 del team Stobart VK M-Sport Ford Rally Team, scuderia di proprietà dell'ex-pilota Malcolm Wilson, vettura con la quale fu sedicesimo al Rally di Catalogna, mentre sugli asfalti del Tour de Corse si ritirò per incidente e in Germania si piazzò ventiduesimo. Nel rally di casa, il Neste Rally Finland disputatosi in piena estate, guidò invece una Toyota Corolla WRC, concludendo diciassettesimo. Dopo buona parte di stagione con risultati non esaltanti, negli ultimi tre appuntamenti Latvala fece segnare le sue migliori prestazioni, classificandosi sesto assoluto in Australia (marcando quindi i primi punti della sua carriera nella massima categoria) e quarto nel rally di Nuova Zelanda con una vettura di gruppo N, vincendo in entrambe le occasioni la categoria PWRC. Fece infine registrare il suo miglior risultato in carriera nel rally conclusivo della stagione, in Gran Bretagna, concludendo l'intera serie di speciali al quarto posto finale al volante della nuova Focus WRC06 sempre del team Stobart. I punti accumulati da Latvala in queste gare gli permisero di risalire in classifica generale del WRC fino al 13º posto, mentre giunse quarto nel mondiale produzione.

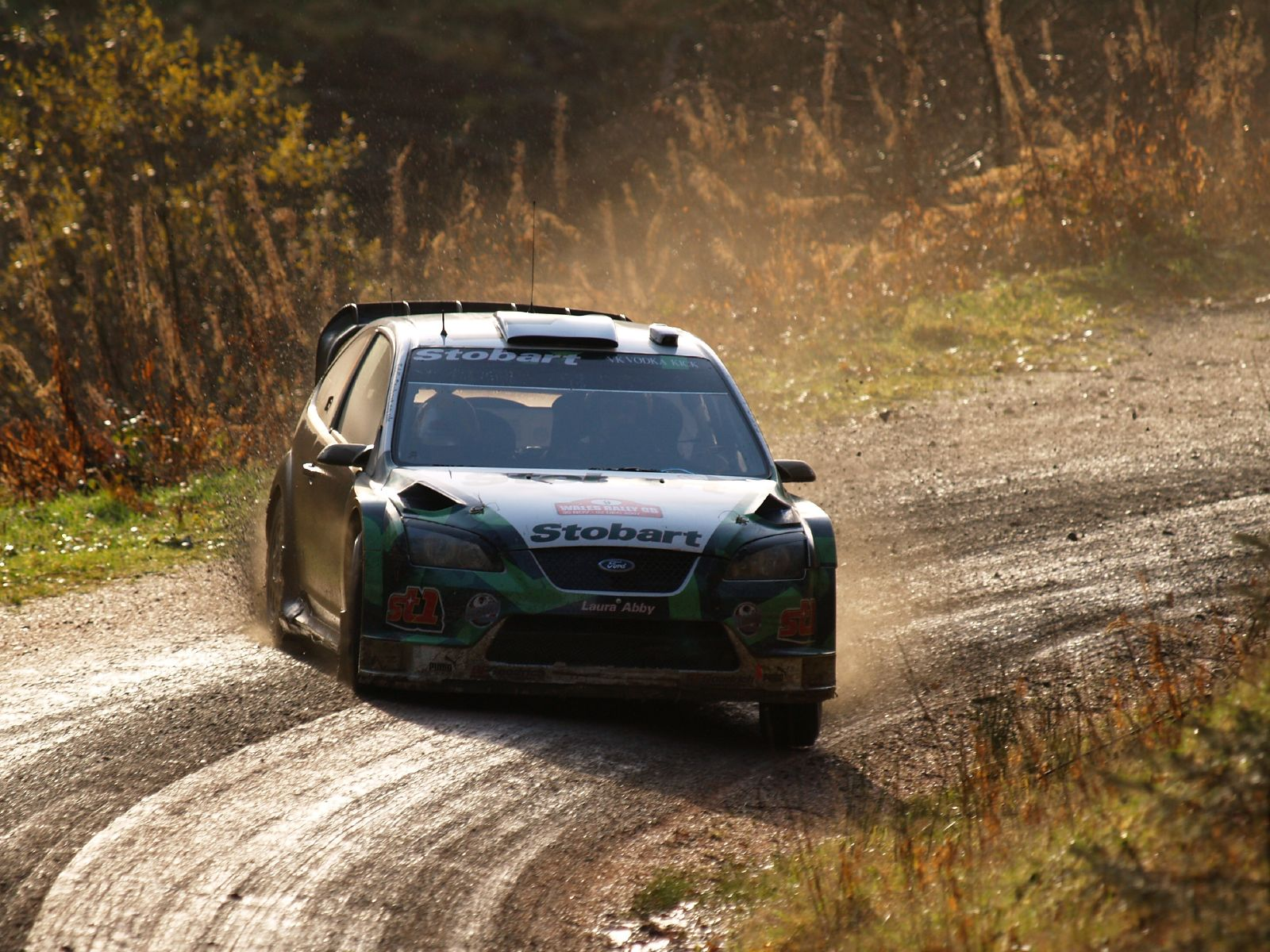
Latvala alla guida della Ford Focus RS WRC 06 al Rally di Gran Bretagna 2007

Per la stagione 2007 il pilota finlandese si guadagnò la partecipazione a tutti e sedici gli eventi in programma, ingaggiato a tempo pieno da Wilson nella squadra Stobart VK M-Sport Ford Rally Team che gli affidò la Ford Focus WRC06 numero 9, e affiancando i compagni Matthew Wilson (figlio del titolare della scuderia Malcolm) e Henning Solberg, fratello maggiore di Petter, campione mondiale 2003. La stagione tuttavia non iniziò bene per il giovane scandinavo il quale si ritirò sia al Rally di Montecarlo che in Svezia, primi due appuntamenti stagionali. Al successivo rally di Norvegia Latvala era in contesa per il suo primo piazzamento sul podio ma dovette accontentarsi del quinto posto per una penalità di novanta secondi (preceduto dai fratelli Solberg), riuscendo comunque a vincere la sua prima prova speciale in carriera, la PS5. Terminò a punti anche in Messico (settimo), in Portogallo (ottavo) e al rally d'Argentina giunse quarto a poco meno di un minuto e mezzo dal podio. Seguirono tre gare meno fortunate, Italia e Grecia dove non marcò punti e in Finlandia dovette ancora una volta ritirarsi per incidente. Tornò stabilmente in zona punti a partire dal rally di Germania, dove fu ottavo, per proseguire con il quinto posto raggiunto in Nuova Zelanda, il settimo in Spagna e il quarto al Tour de Corse mentre al rally del Giappone giunse venticinquesimo. Agguantò finalmente il suo primo podio in carriera sull'asfalto umido del rally d'Irlanda, penultima prova del campionato 2007, sopravanzando di circa trenta secondi Mikko Hirvonen, pilota della scuderia ufficiale Ford. Nell'ultimo rally stagionale, il rally di Gran Bretagna, fu invece costretto a perdere dieci minuti nell'ultima speciale della prima frazione a causa di un malfunzionamento dei tergicristalli, passando dal quarto al quindicesimo posto della graduatoria; Latvala continuò comunque la sua gara vincendo dieci delle ultime undici prove speciali rimanenti e terminò decimo assoluto.

### Stagione 2008: Team Ford

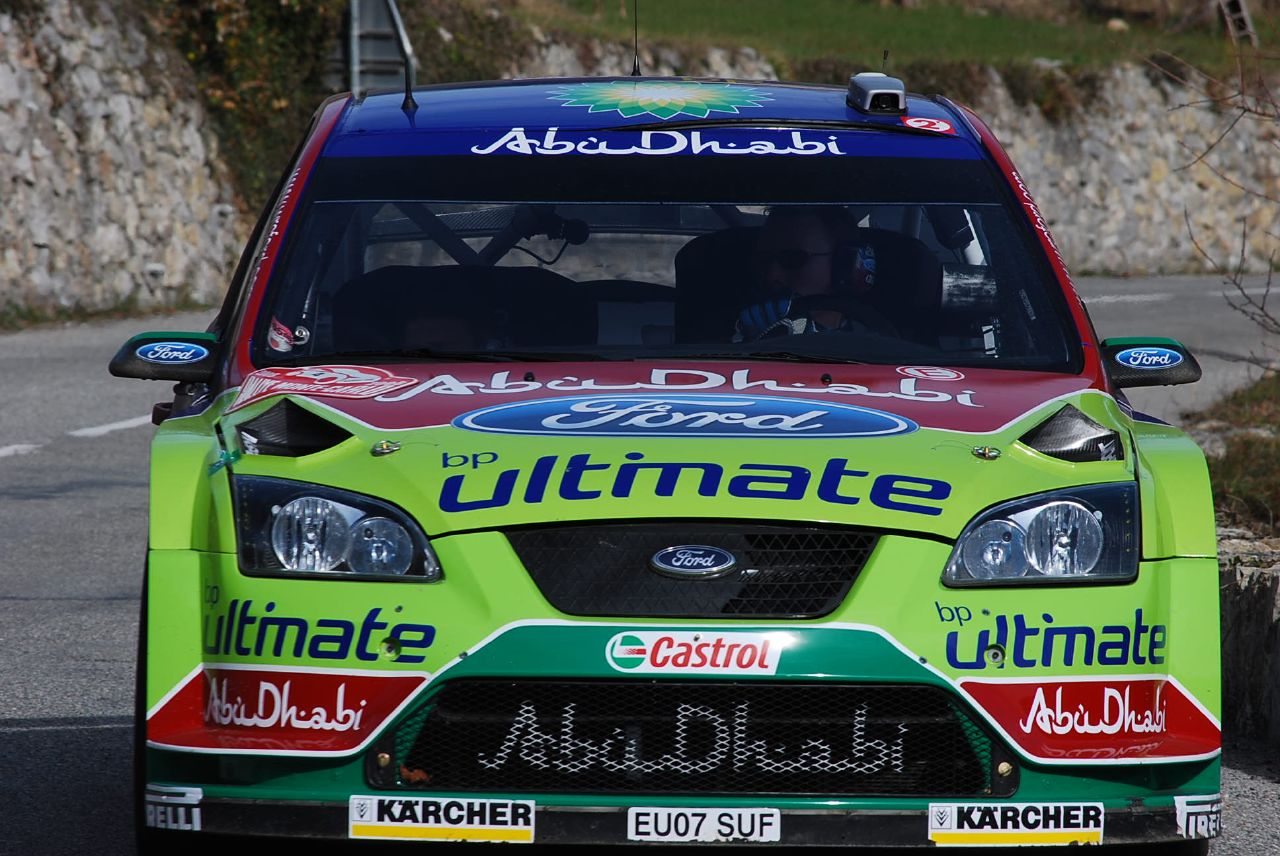
Latvala e la sua Focus RS WRC 07 al Rally di Monte Carlo 2008

Nel 2008 Latvala entrò a far parte del Team Ford, ufficialmente denominato BP Ford Abu Dhabi World Rally Team, come seconda guida al fianco del più esperto Mikko Hirvonen, rimpiazzando il connazionale Marcus Grönholm che aveva appena annunciato il suo ritiro dal mondiale WRC alla fine della stagione precedente.

La tappa di apertura, il consueto Rally di Montecarlo, non fu ptopizia per il giovane finlandese il quale accusò una foratura nella prima speciale dopo aver tagliato troppo una curva e commise poi un altro errore danneggiando gravemente la sospensione anteriore sinistra della sua Ford Focus WRC 07, dovendo quindi ritirarsi per tutta la giornata; rientrato in gara la domenica mattina con il regolamento del Super Rally, disputò le ultime speciali a un buon ritmo e terminò la gara in dodicesima posizione.
 Nel secondo rally di stagione, quello di Svezia, dimostrò da subito di avere un buon passo e vinse tutte le speciali della prima giornata; nonostante dei problemi tecnici accusati nel seguito del rally, riuscì comunque a mantenere la prima posizione sino al termine. A 22 anni e 313 giorni dunque Latvala conquistò la sua prima vittoria nel WRC diventando il pilota di rally più giovane della storia a vincere una competizione del massimo livello. Il record precedente era detenuto da Henri Toivonen che aveva 24 anni e 86 giorni quando vinse il Lombard RAC Rally nel 1980. Per le sue performance durante il rally di Svezia gli venne inoltre assegnato il premio Abu Dhabi Spirit Of The Rally.

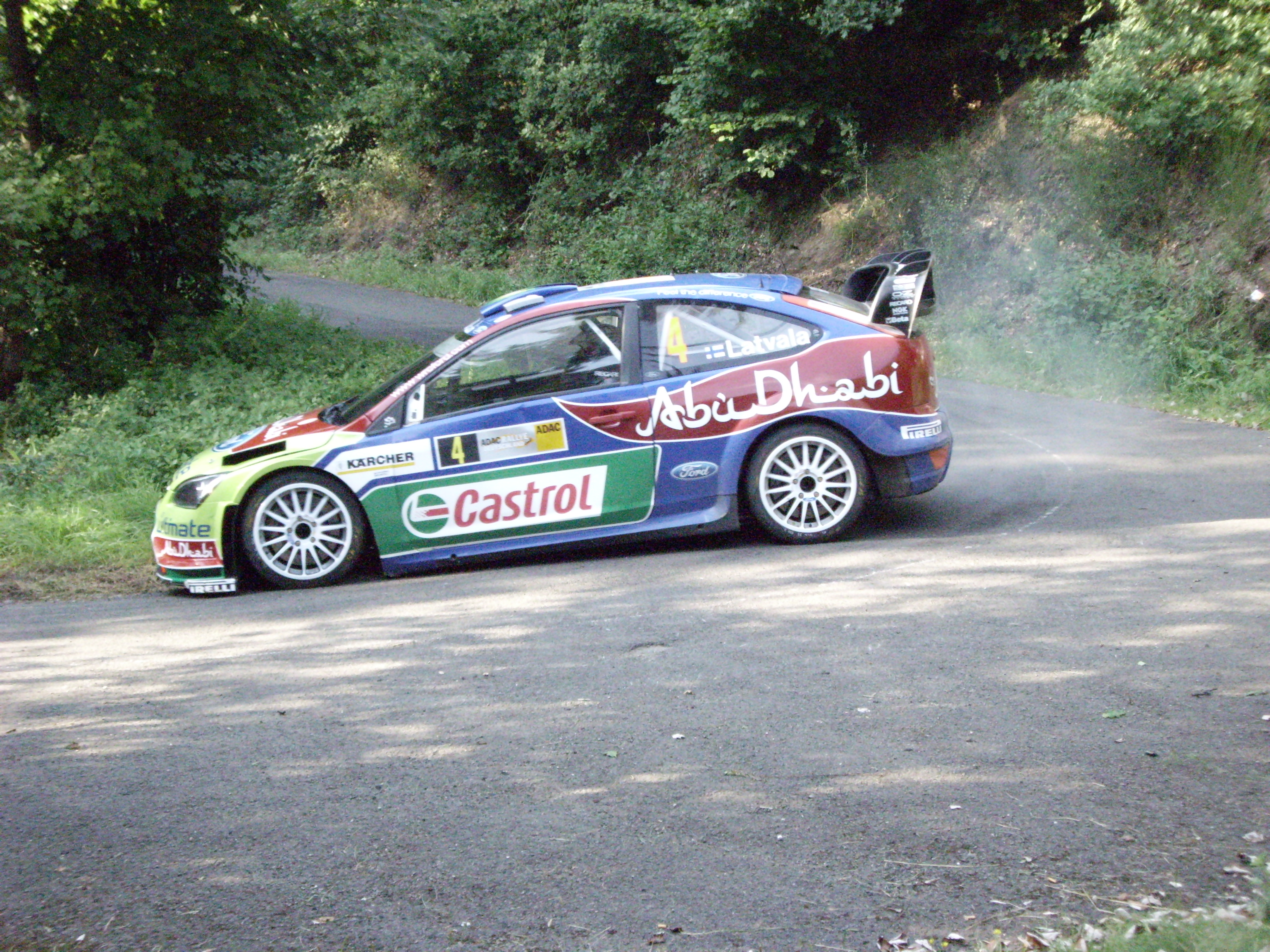
Latvala sulla nuova Focus RS WRC 08 durante la speciale Baumholder, Rally di Germania 2008

 Al primo evento su sterrato, il rally del Messico, nonostante le quasi nulle intenzioni di puntare alla vittoria, Latvala terminò la prima giornata in testa alla classifica, davanti al quattro volte campione del mondo Sébastien Loeb. Sfortunatamente per il finlandese il turbo della sua Focus non funzionò al meglio durante il secondo giorno, rendendo così la sua vettura non competitiva e costringendolo alla terza posizione finale. In Argentina fu invece autore di un ribaltamento nel primo giorno e di un impatto con una roccia nel secondo, eventi che non gli consentirono di andare oltre la quindicesima posizione finale.. Dopo il settimo posto ottenuto in Giordania, Jari-Matti salì nuovamente sul podio al Rally d'Italia-Sardegna, recuperando dalla quattordicesima posizione in cui si trovava dopo il primo giorno sino alla terza finale. Fu di nuovo settimo all'Acropolis Rally mentre in Turchia giunse al secondo posto, dopo una strenua battaglia con il compagno di squadra Hirvonen, vincitore del rally, e davanti a Loeb. Al successivo Rally di Finlandia, Latvala fu un'altra volta poco fortunato nell'appuntamento di casa, e alla terza prova speciale urtò un sasso e ruppe la sospensione, danno che lo costrinse alla poco lusinghiera trentottesima posizione finale.. Al Rally di Germania portò al debutto la nuova Focus WRC 08 giungendo nono al traguardo e in Nuova Zelanda si ritirò per incidente. Seguirono un sesto posto in Spagna e un quarto al Tour de Corse per poi concludere la stagione con due ottimi secondi posti al Rally del Giappone e in Galles, piazzamenti che gli consentirono di terminare la sua prima annata in Ford con un bilancio di una vittoria, ulteriori cinque podi e il quarto posto finale nel mondiale piloti, distanziato di 7 punti dal terzo classificato Dani Sordo, secondo pilota Citroën.

### Stagione 2009
Per il 2009 le aspettative per Latvala erano quelle di progredire nelle sue performance essendo stato confermato alla seconda guida del team Ford, che aveva fatto esordire la nuova evoluzione della Focus RS WRC, la WRC 09. Tuttavia l'inizio di stagione fu una grande delusione per il team, dato che Jari-Matti non andò a punti in tre dei primi quattro rally dell'anno. 

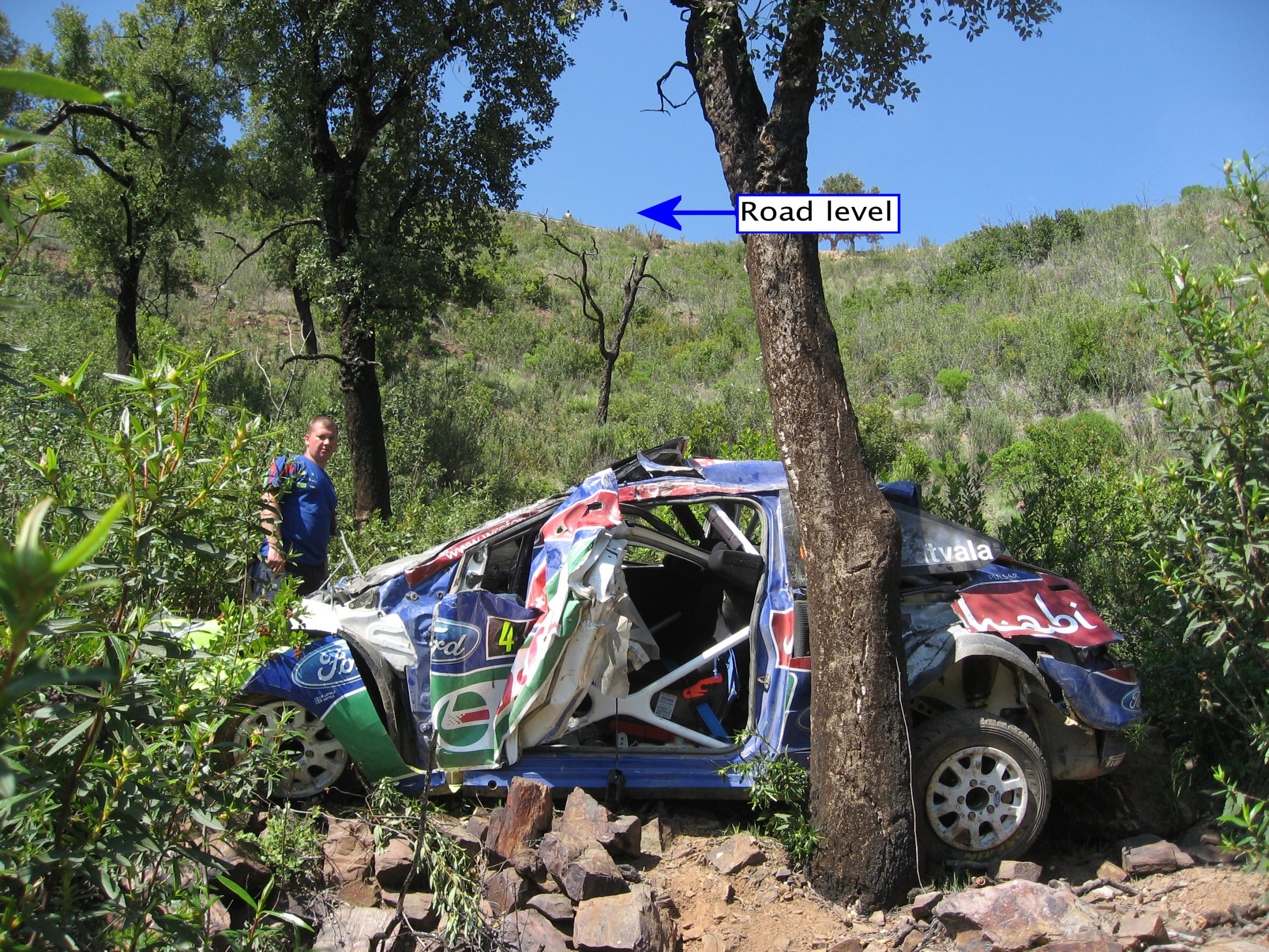
La Focus RS WRC 08 di Latvala e Anttila subito dopo l'uscita di strada al Rally del Portogallo 2009

L'apertura si ebbe con il Rally d'Irlanda, dove Latvala incontrò a varie difficoltà, andando a impattare con una roccia nella seconda speciale e rompendo la sospensione anteriore sinistra; dopo varie vicissitudini riuscì a concludere il rally in quattordicesima posizione. Si riscattò due settimane dopo in Norvegia dove salì sul podio in terza posizione dietro a Loeb e Hirvonen; a metà marzo si disputò il Rally di Cipro, con la prima giornata da corrersi su asfalto sporco e il seguito sulla ghiaia, prima esperienza del genere per il finlandese, che, finito nella sabbia nella seconda prova speciale, perse 22 minuti per ritrovare la via e si piazzò al dodicesimo posto finale.
In Portogallo, quarto appuntamento di stagione, lui e il suo co-pilota Miikka Anttila furono molto fortunati ad evitare serie ferite nel più brutto incidente della carriera del pilota finlandese. Essi uscirono di strada in una curva verso sinistra rotolando per 150 metri giù per una ripida collina (si capottarono per ben venti volte) e fermando la loro corsa contro un albero. Latvala ringraziò pubblicamente tutto il team Ford per aver costruito una vettura così robusta, cui lui e Anttila dovevano la vita.

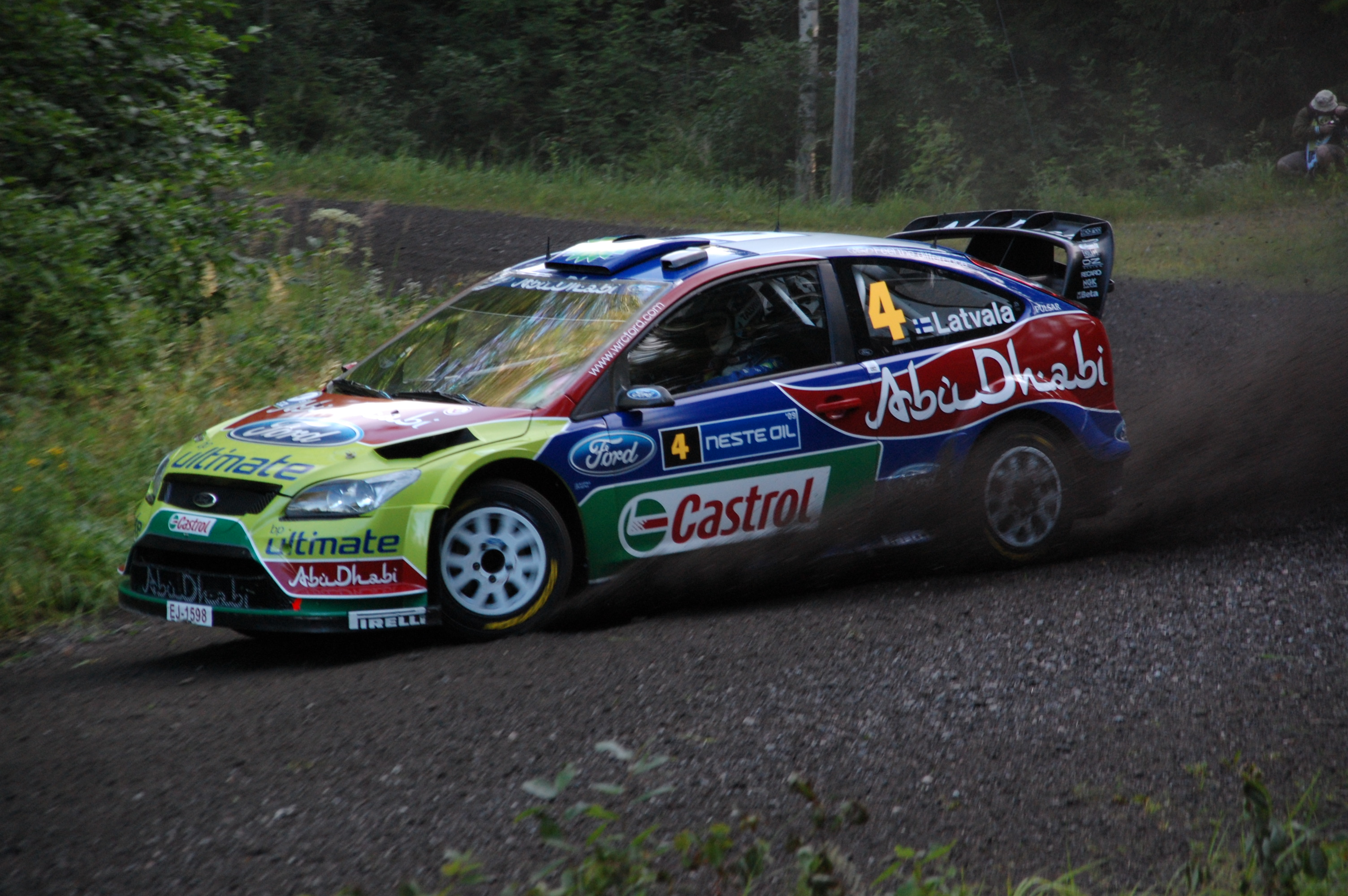
Latvala sulla Focus RS WRC 09, terzo classificato al Rally di Finlandia 2009

Ripresosi dal duro colpo e dopo un consistente lavoro di guida in Argentina (dove concluse sesto), Latvala riuscì ad agguantare la sua seconda affermazione in un rally mondiale, nell'impegnativo Rally d'Italia-Sardegna, distanziando il compagno di squadra Hirvonen di circa 30 secondi e conducendo la competizione dall'inizio alla fine, nonostante avesse aperto la strada partendo per primo durante tutto il secondo e il terzo giorno di gara. Al successivo Rally di Grecia partì bene ma alla sesta speciale commise un errore che lo fece precipitare in classifica, tuttavia anche a causa del fatto che diversi equipaggi che lo precedevano ebbero dei problemi, riuscì a chiudere la gara in terza posizione, dietro al vincitore Hirvonen e a Sébastien Ogier, alfiere dello Junior team Citroën. Si ritirò al Rally di Polonia per un danno a una ruota e al Rally di Finlandia, dopo le sfortunate esperienze degli anni precedenti, fu finalmente autore di un'ottima prestazione, concludendo terzo dietro ai soliti Hirvonen e Loeb, protagonisti induscussi della stagione. Gli ultimi tre appuntamenti lo videro andare sempre a punti, fu infatti quarto in Australia, sesto in Spagna e settimo al Rally di Gran Bretagna, confermando così il quarto posto finale in classifica generale come l'anno precedente (sempre dietro a Sordo), seppur distanziato di ben 51 lunghezze dal compagno Hirvonen, il quale perse il campionato per un solo punto dal pentacampione del mondo Sébastien Loeb.

### Stagione 2010

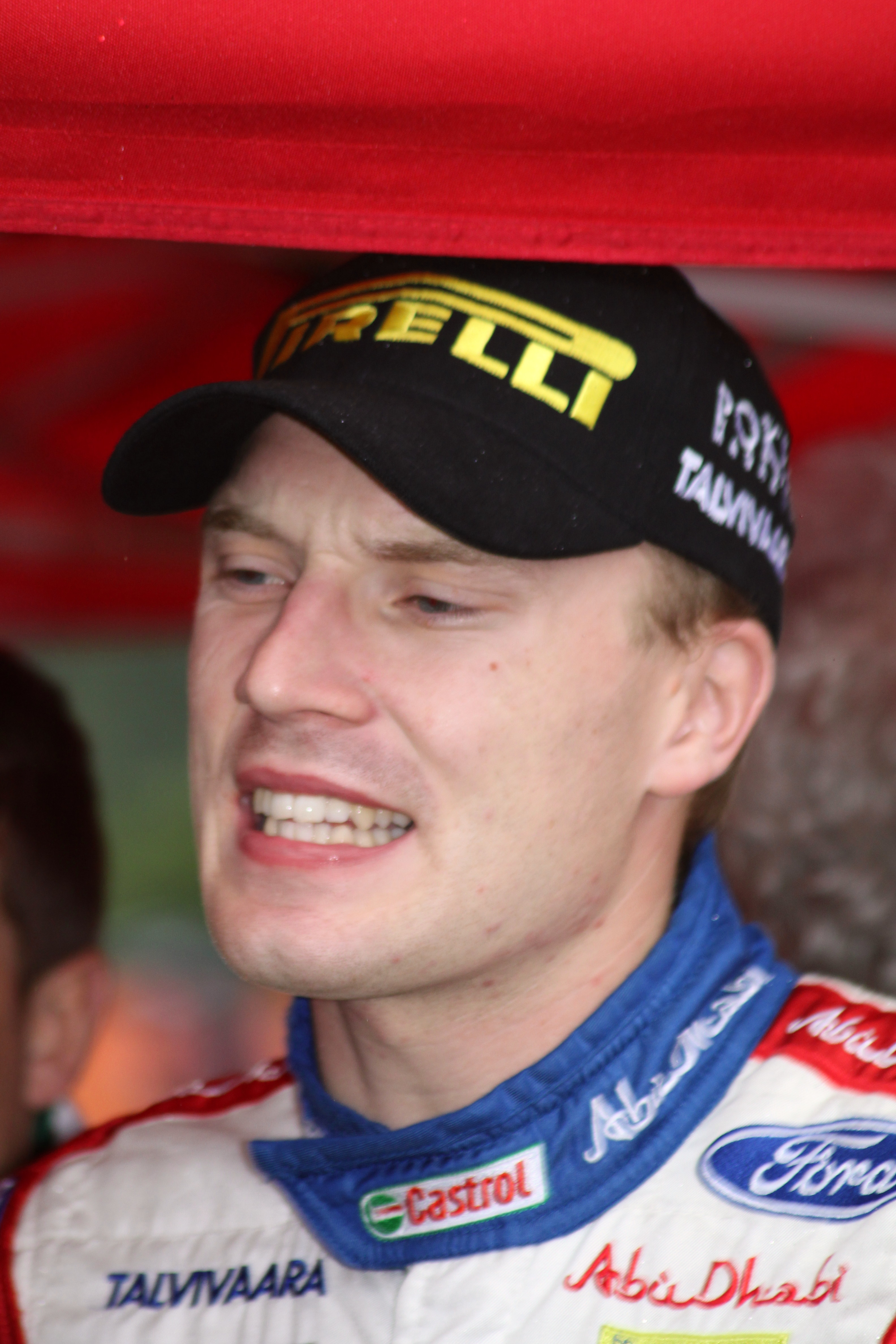
Jari-Matti Latvala all'apertura del Rally di Bulgaria 2010

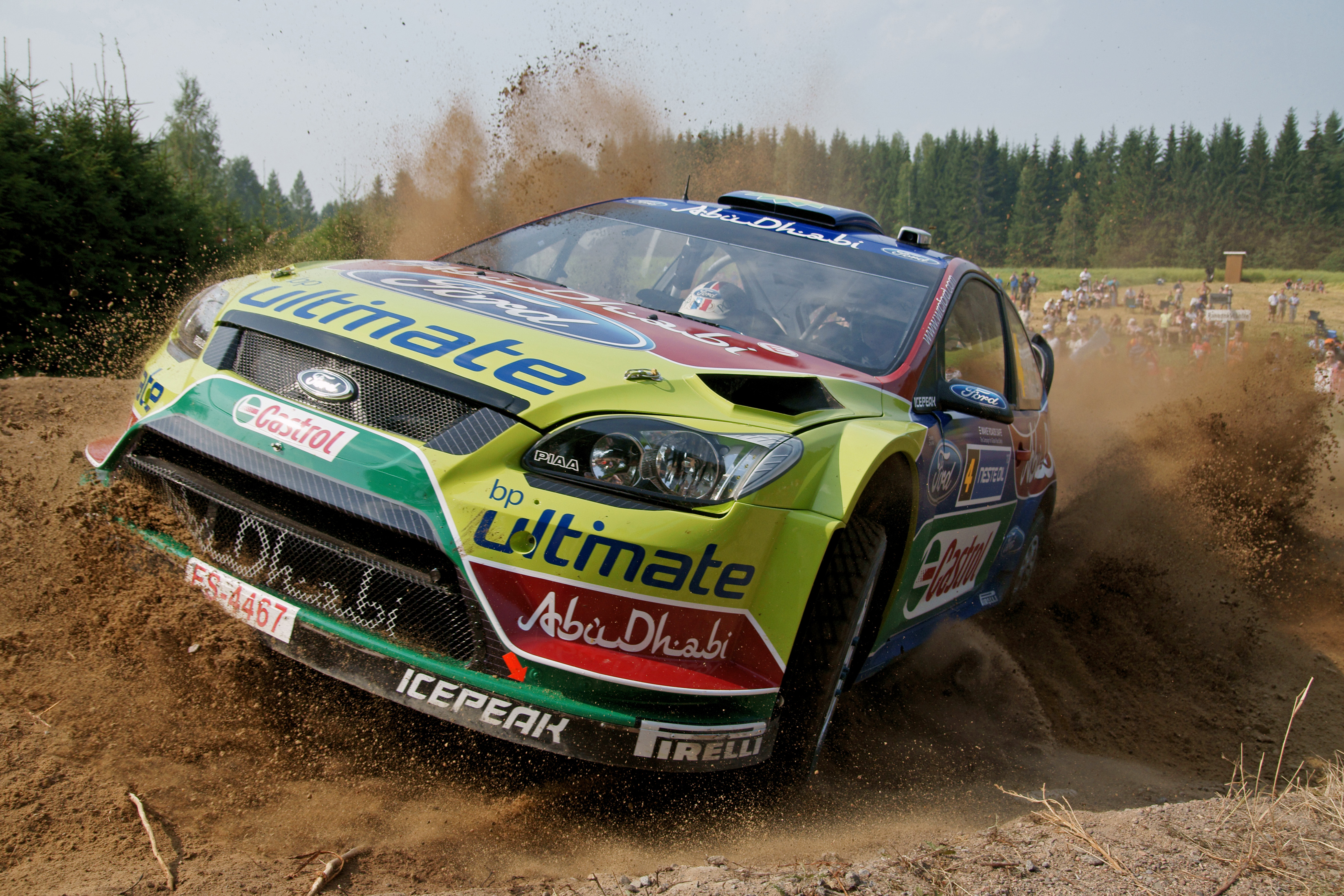
Jari Latvala, vincitore del Rally di Finlandia 2010 mentre guida a Muurame.

Latvala rimane dunque con il team Ford anche per l'annata 2010. Dati i suoi numerosi incidenti durante il 2009, ha ora ufficialmente la posizione di seconda guida mentre l'anno precedente non c'erano nette distinzioni tra lui ed il suo compagno Hirvonen. Dopo la prima tappa, in Svezia, Latvala giunge terzo, dunque sale subito sul podio nella stagione appena cominciata. In Messico termina il rally in quinta posizione ed in Giordania replica un'ottima prova chiudendo le speciali con il secondo tempo generale. Nel rally di Turchia ha una collisione durante la speciale numero 10 del secondo giorno dunque accumula un pesante ritardo che al termine delle speciali è di quasi venti minuti e lo posiziona all'ottavo posto; arriva successivamente in Nuova Zelanda dove torna dopo un anno sul gradino più alto del podio. Qui in Oceania non vince nessuna prova speciale ma la leadership la tiene solamente dopo la settima speciale e, dopo essere subito stato scavalcato, la riacquista nell'ultima speciale, ai danni del francese Ogier, per soli 2.4 secondi. In Portogallo ha di nuovo un incidente ed in Bulgaria non fa meglio della sesta posizione, a più di quattro minuti di distanza dal vincitore Sébastien Loeb. Nell'ottavo rally di stagione, in casa sua, si vince le prove speciali numero sei e sette issandosi così in prima posizione generale; il comando del rally lo mantiene poi per tutte le prove, aggiudicandosi in questo modo il secondo rally stagionale. In Finlandia il suo compagno di squadra Hirvonen non conclude il rally per un incidente; Jari è dunque davanti a Mikko in classifica generale per 19 punti e in quarta posizione. Dopo il quarto posto in Germania, conquista il podio in Giappone, in un rally serratissimo che per cinque volte ha cambiato il leader e che trova racchiusi in cinquantatré secondi ben cinque piloti alla fine di tutte le prove. In Francia e Spagna Latvala non raggiunge il podio per una manciata di secondi e si deve accontentare di due quarti posti, poi riesce a finire la stagione sul podio in Galles con la terza piazza generale. Questi punti lo issano al secondo posto in classifica generale dietro il sette volte iridato Sébastien Loeb che ha concluso con 105 lunghezze di vantaggio.

### Stagione 2011-2012

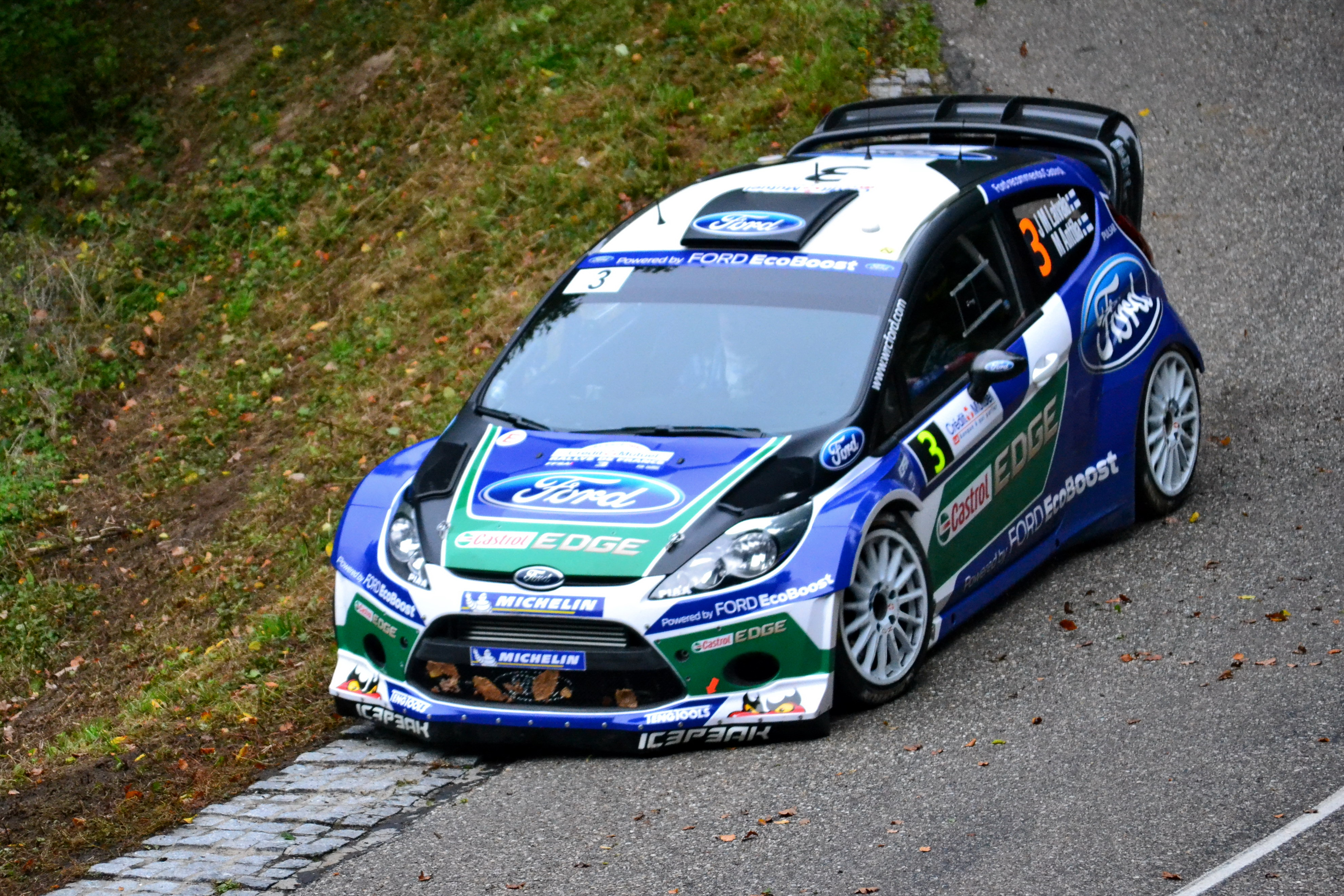
Jari-Matti Latvala al Rally di Francia 2012

La stagione 2011 per Jari è stata chiusa con 172 punti totali con la vittoria nell'ultimo evento stagionale nel Rally di Gran Bretagna.
Dopo la partenza del connazionale Mikko Hirvonen nel 2012 è stato promosso a prima guida ufficiale del team Ford chiudendo la stagione in rimonta al 3º posto assoluto.
Fra i suoi risultati migliori ci sono le vittorie in Svezia e in Gran Bretagna.
Il comunicato della Ford rilasciato al termine della stagione 2012, attraverso il quale la scuderia comunicava la decisione di abbandonare il campionato mondiale di Rally, fece optare il pilota finlandese per il passaggio, nella successiva stagione, alla guida della nuova Volkswagen Polo R WRC del team Volkswagen Motorsport.

### Stagione 2013
Con il suo passaggio al team Volkswagen insieme al suo nuovo compagno Sébastien Ogier punta a lottare per il titolo piloti e contro Citroen per quello costruttori.
Dopo il ritiro nella prima tappa di apertura al Rally di Monte Carlo, Latvala ha chiuso 4º assoluto in Svezia.

## Vittorie nel WRC
| Nº | Rally                         | Anno | Copilota       | Vettura               | Squadra                    |
| -- | ----------------------------- | ---- | -------------- | --------------------- | -------------------------- |
| 1  | 57º Rally di Svezia           | 2008 | Miikka Anttila | Ford Focus RS WRC 07  | Stobart VK Ford Rally Team |
| 2  | 6º Rally d'Italia-Sardegna    | 2009 | Miikka Anttila | Ford Focus RS WRC 09  | BP Ford Abu Dhabi WRT      |
| 3  | 40º Rally della Nuova Zelanda | 2010 | Miikka Anttila | Ford Focus RS WRC 09  | BP Ford Abu Dhabi WRT      |
| 4  | 60º Rally di Finlandia        | 2010 | Miikka Anttila | Ford Focus RS WRC 09  | BP Ford Abu Dhabi WRT      |
| 5  | 67º Rally di Gran Bretagna    | 2011 | Miikka Anttila | Ford Fiesta RS WRC    | Ford Abu Dhabi WRT         |
| 6  | 60º Rally di Svezia           | 2012 | Miikka Anttila | Ford Fiesta RS WRC    | Ford World Rally Team      |
| 7  | 68º Rally di Gran Bretagna    | 2012 | Miikka Anttila | Ford Fiesta RS WRC    | Ford World Rally Team      |
| 8  | 59º Rally dell'Acropoli       | 2013 | Miikka Anttila | Volkswagen Polo R WRC | Volkswagen Motorsport      |
| 9  | 62º Rally di Svezia           | 2014 | Miikka Anttila | Volkswagen Polo R WRC | Volkswagen Motorsport      |
| 10 | 34º Rally d'Argentina         | 2014 | Miikka Anttila | Volkswagen Polo R WRC | Volkswagen Motorsport      |
| 11 | 64º Rally di Finlandia        | 2014 | Miikka Anttila | Volkswagen Polo R WRC | Volkswagen Motorsport      |
| 12 | 5º Rally di Francia-Alsazia   | 2014 | Miikka Anttila | Volkswagen Polo R WRC | Volkswagen Motorsport      |
| 13 | 49º Rally del Portogallo      | 2015 | Miikka Anttila | Volkswagen Polo R WRC | Volkswagen Motorsport      |
| 14 | 65º Rally di Finlandia        | 2015 | Miikka Anttila | Volkswagen Polo R WRC | Volkswagen Motorsport      |
| 15 | 58º Tour de Corse             | 2015 | Miikka Anttila | Volkswagen Polo R WRC | Volkswagen Motorsport      |
| 16 | 30º Rally del Messico         | 2016 | Miikka Anttila | Volkswagen Polo R WRC | Volkswagen Motorsport      |
| 17 | 65º Rally di Svezia           | 2017 | Miikka Anttila | Toyota Yaris WRC      | Toyota Gazoo Racing WRT    |
| 18 | 27º Rally d'Australia         | 2018 | Miikka Anttila | Toyota Yaris WRC      | Toyota Gazoo Racing WRT    |

## Risultati nel mondiale rally

### Risultati WRC
| 2002 | Scuderia | Vettura                     |  |  |  |  |  |  |  |  |  |  |  |  |  |    |  |  | Punti | Pos. |
| ---- | -------- | --------------------------- |  |  |  |  |  |  |  |  |  |  |  |  |  | -- |  |  | ----- | ---- |
| 2002 |          | Mitsubishi Lancer Evolution |  |  |  |  |  |  |  |  |  |  |  |  |  | 17 |  |  | 0     |      |

| 2003 | Scuderia      | Vettura           |  |  |  |  |  |    |  |    |    |  |  |  |  |    |  |  | Punti | Pos. |
| ---- | ------------- | ----------------- |  |  |  |  |  | -- |  | -- | -- |  |  |  |  | -- |  |  | ----- | ---- |
| 2003 | Ford Motor Co | Ford Focus RS WRC |  |  |  |  |  | 10 |  | 17 | 14 |  |  |  |  | 10 |  |  | 0     |      |

| 2004 | Scuderia | Vettura |     |     |  |  |  |     |     |  |     |    |  |    |     |    |    |     | Punti | Pos. |
| ---- | -------- | --- | --- | --- |  |  |  | --- | --- |  | --- | -- |  | -- | --- | -- | -- | --- | ----- | ---- |
| 2004 |          | Ford Puma S1600, Subaru Impreza WRX STi, Ford Fiesta S1600, Suzuki Ignis S1600 e Mitsubishi Lancer Evolution | Rit | Rit |  |  |  | Rit | Rit |  | Rit | 27 |  | 23 | Rit | 21 | 29 | Rit | 0     |      |

| 2005 | Scuderia | Vettura                                                        |  |    |  |     |    |  |  |  |     |     |    |     |  |    |    |  | Punti | Pos. |
| ---- | -------- | -------------------------------------------------------------- |  | -- |  | --- | -- |  |  |  | --- | --- | -- | --- |  | -- | -- |  | ----- | ---- |
| 2005 |          | Toyota Corolla WRC, Subaru Impreza WRX STi e Ford Focus RS WRC |  | 16 |  | Rit | 16 |  |  |  | Rit | Rit | 21 | Rit |  | 16 | 19 |  | 0     |      |

| 2006 | Scuderia                           | Vettura                                                        |    |  |    |    |     |  |  |    |    |    |    |  |  |   |   |   | Punti | Pos. |
| ---- | ---------------------------------- | -------------------------------------------------------------- | -- |  | -- | -- | --- |  |  | -- | -- | -- | -- |  |  | - | - | - | ----- | ---- |
| 2006 | Stobart VK M-Sport Ford Rally Team | Subaru Impreza WRX STi, Toyota Corolla WRC e Ford Focus RS WRC | 41 |  | 25 | 16 | Rit |  |  | 22 | 34 | 17 | 69 |  |  | 6 | 8 | 4 | 13    | 9º   |

| 2007 | Scuderia                           | Vettura           |     |     |   |   |   |   |   |    |     |   |   |   |   |    |   |    | Punti | Pos. |
| ---- | ---------------------------------- | ----------------- | --- | --- | - | - | - | - | - | -- | --- | - | - | - | - | -- | - | -- | ----- | ---- |
| 2007 | Stobart VK M-Sport Ford Rally Team | Ford Focus RS WRC | Rit | Rit | 5 | 7 | 8 | 4 | 9 | 12 | Rit | 8 | 5 | 7 | 4 | 25 | 3 | 10 | 30    | 8º   |

| 2008 | Scuderia                           | Vettura           |    |   |   |    |   |   |   |   |    |   |     |   |   |   |   |  | Punti | Pos. |
| ---- | ---------------------------------- | ----------------- | -- | - | - | -- | - | - | - | - | -- | - | --- | - | - | - | - |  | ----- | ---- |
| 2008 | BP Ford Abu Dhabi World Rally Team | Ford Focus RS WRC | 12 | 1 | 3 | 15 | 7 | 3 | 7 | 2 | 38 | 9 | Rit | 6 | 4 | 2 | 2 |  | 58    | 4º   |

| 2009 | Scuderia                           | Vettura           |    |   |    |     |   |   |   |     |   |   |   |   |  |  |  |  | Punti | Pos. |
| ---- | ---------------------------------- | ----------------- | -- | - | -- | --- | - | - | - | --- | - | - | - | - |  |  |  |  | ----- | ---- |
| 2009 | BP Ford Abu Dhabi World Rally Team | Ford Focus RS WRC | 14 | 3 | 12 | Rit | 6 | 1 | 3 | Rit | 3 | 4 | 6 | 7 |  |  |  |  | 41    | 4º   |

| 2010 | Scuderia                           | Vettura           |   |   |   |   |   |     |   |   |   |   |   |   |   |  |  |  | Punti | Pos. |
| ---- | ---------------------------------- | ----------------- | - | - | - | - | - | --- | - | - | - | - | - | - | - |  |  |  | ----- | ---- |
| 2010 | BP Ford Abu Dhabi World Rally Team | Ford Focus RS WRC | 3 | 5 | 2 | 8 | 1 | Rit | 6 | 1 | 4 | 3 | 4 | 4 | 3 |  |  |  | 171   | 2º   |

| 2011 | Scuderia                        | Vettura            |   |   |    |   |     |   |   |   |    |   |    |   |    |  |  |  | Punti | Pos. |
| ---- | ------------------------------- | ------------------ | - | - | -- | - | --- | - | - | - | -- | - | -- | - | -- |  |  |  | ----- | ---- |
| 2011 | Ford Abu Dhabi World Rally Team | Ford Fiesta RS WRC | 3 | 3 | 32 | 2 | 182 | 7 | 9 | 2 | 14 | 2 | 41 | 3 | 13 |  |  |  | 172   | 4º   |

| 2012 | Scuderia              | Vettura            |     |    |     |     |  |    |    |   |   |    |   |     |    |  |  |  | Punti | Pos. |
| ---- | --------------------- | ------------------ | --- | -- | --- | --- |  | -- | -- | - | - | -- | - | --- | -- |  |  |  | ----- | ---- |
| 2012 | Ford World Rally Team | Ford Fiesta RS WRC | Rit | 13 | Rit | 132 |  | 32 | 71 | 3 | 2 | 13 | 2 | 122 | 21 |  |  |  | 154   | 3º   |

| 2013 | Scuderia              | Vettura               |     |    |     |   |    |   |   |     |    |   |   |    |   |  |  |  | Punti | Pos. |
| ---- | --------------------- | --------------------- | --- | -- | --- | - | -- | - | - | --- | -- | - | - | -- | - |  |  |  | ----- | ---- |
| 2013 | Volkswagen Motorsport | Volkswagen Polo R WRC | Rit | 42 | 163 | 3 | 31 | 1 | 3 | 173 | 73 | 4 | 3 | 23 | 2 |  |  |  | 162   | 3º   |

| 2014 | Scuderia              | Vettura               |    |    |   |     |    |    |    |    |     |    |    |    |    |  |  |  | Punti | Pos. |
| ---- | --------------------- | --------------------- | -- | -- | - | --- | -- | -- | -- | -- | --- | -- | -- | -- | -- |  |  |  | ----- | ---- |
| 2014 | Volkswagen Motorsport | Volkswagen Polo R WRC | 51 | 12 | 2 | 142 | 13 | 32 | 53 | 12 | Rit | 21 | 13 | 21 | 81 |  |  |  | 218   | 2º   |

| 2015 | Scuderia              | Vettura               |    |     |    |     |    |    |   |    |    |   |    |   |     |  |  |  | Punti | Pos. |
| ---- | --------------------- | --------------------- | -- | --- | -- | --- | -- | -- | - | -- | -- | - | -- | - | --- |  |  |  | ----- | ---- |
| 2015 | Volkswagen Motorsport | Volkswagen Polo R WRC | 23 | Rit | 17 | Rit | 12 | 62 | 5 | 12 | 21 | 2 | 13 | 2 | 501 |  |  |  | 183   | 2º   |

| 2016 | Scuderia              | Vettura               |     |    |    |    |    |    |    |    |     |   |   |     |   |   |  |  | Punti | Pos. |
| ---- | --------------------- | --------------------- | --- | -- | -- | -- | -- | -- | -- | -- | --- | - | - | --- | - | - |  |  | ----- | ---- |
| 2016 | Volkswagen Motorsport | Volkswagen Polo R WRC | Rit | 26 | 12 | 16 | 62 | 23 | 52 | 23 | 482 | C | 4 | 141 | 7 | 9 |  |  | 112   | 9º   |

| 2017 | Scuderia                | Vettura          |   |   |    |    |   |   |    |     |     |    |     |    |     |  |  |  | Punti | Pos. |
| ---- | ----------------------- | ---------------- | - | - | -- | -- | - | - | -- | --- | --- | -- | --- | -- | --- |  |  |  | ----- | ---- |
| 2017 | Toyota Gazoo Racing WRT | Toyota Yaris WRC | 2 | 1 | 64 | 41 | 5 | 9 | 25 | 201 | 214 | 73 | Rit | 53 | Rit |  |  |  | 136   | 4º   |

| 2018 | Scuderia                | Vettura          |    |   |    |     |     |    |   |   |     |    |    |   |    |  |  |  | Punti | Pos. |
| ---- | ----------------------- | ---------------- | -- | - | -- | --- | --- | -- | - | - | --- | -- | -- | - | -- |  |  |  | ----- | ---- |
| 2018 | Toyota Gazoo Racing WRT | Toyota Yaris WRC | 34 | 7 | 82 | Rit | Rit | 24 | 7 | 3 | Rit | 24 | 21 | 8 | 15 |  |  |  | 128   | 4º   |

| 2019 | Scuderia                | Vettura          |   |    |   |    |    |     |   |     |    |   |    |     |   |  |  |  | Punti | Pos. |
| ---- | ----------------------- | ---------------- | - | -- | - | -- | -- | --- | - | --- | -- | - | -- | --- | - |  |  |  | ----- | ---- |
| 2019 | Toyota Gazoo Racing WRT | Toyota Yaris WRC | 5 | 21 | 8 | 10 | 52 | 114 | 7 | 194 | 35 | 3 | 64 | Rit | 5 |  |  |  | 93    | 7º   |

| 2020 | Scuderia              | Vettura          |  |     |  |  |  |  |  |  |  |  |  |  |  |  |  |  | Punti | Pos. |
| ---- | --------------------- | ---------------- |  | --- |  |  |  |  |  |  |  |  |  |  |  |  |  |  | ----- | ---- |
| 2020 | Latvala Motorsport Oy | Toyota Yaris WRC |  | Rit |  |  |  |  |  |  |  |  |  |  |  |  |  |  | 0     |      |

| 2023 | Scuderia                | Vettura                       |  |  |  |  |  |  |  |  |   |  |  |  |  |  |  |  | Punti | Pos. |
| ---- | ----------------------- | ----------------------------- |  |  |  |  |  |  |  |  | - |  |  |  |  |  |  |  | ----- | ---- |
| 2023 | Toyota Gazoo Racing WRT | Toyota GR Yaris Rally1 Hybrid |  |  |  |  |  |  |  |  | 5 |  |  |  |  |  |  |  | 11    | 18º  |

| 2024 | Scuderia                | Vettura                |  |  |  |  |  |  |  |  |   |  |  |  |  |  |  |  | Punti | Pos. |
| ---- | ----------------------- | ---------------------- |  |  |  |  |  |  |  |  | - |  |  |  |  |  |  |  | ----- | ---- |
| 2024 | Toyota Gazoo Racing WRT | Toyota GR Yaris Rally2 |  |  |  |  |  |  |  |  | 6 |  |  |  |  |  |  |  | 6     | 21º  |

| 2025 | Scuderia   | Vettura                |  |  |  |  |  |  |  |  |    |  |  |  |  |  |  |  | Punti | Pos. |
| ---- | ---------- | ---------------------- |  |  |  |  |  |  |  |  | -- |  |  |  |  |  |  |  | ----- | ---- |
| 2025 | JML-WRT Oy | Toyota GR Yaris Rally2 |  |  |  |  |  |  |  |  | 12 |  |  |  |  |  |  |  | 0     |      |

| Legenda | 1º posto | 2º posto | 3º posto | A punti | Senza punti | Ritirato | Squalificato | NP=Non partito C=Gara cancellata | Apice=Power stage |

### Risultati WRC-2
| 2024 | Scuderia                | Vettura                |  |  |  |  |  |  |  |  |   |  |  |  |  |  |  |  | Punti | Pos. |
| ---- | ----------------------- | ---------------------- |  |  |  |  |  |  |  |  | - |  |  |  |  |  |  |  | ----- | ---- |
| 2024 | Toyota Gazoo Racing WRT | Toyota GR Yaris Rally2 |  |  |  |  |  |  |  |  | 2 |  |  |  |  |  |  |  | 18    | 19º  |

| 2025 | Scuderia   | Vettura                |  |  |  |  |  |  |  |  |   |  |  |  |  |  |  |  | Punti | Pos. |
| ---- | ---------- | ---------------------- |  |  |  |  |  |  |  |  | - |  |  |  |  |  |  |  | ----- | ---- |
| 2025 | JML-WRT Oy | Toyota GR Yaris Rally2 |  |  |  |  |  |  |  |  | 2 |  |  |  |  |  |  |  | 17    |      |

| Legenda | 1º posto | 2º posto | 3º posto | A punti | Senza punti | Ritirato | Squalificato | NP=Non partito C=Gara cancellata | Apice=Power stage |

### Risultati P-WRC
| Anno | Scuderia           | Vettura                | 1     | 2     | 3   | 4     | 5     | 6   | 7     | 8     | Punti | Posizione |
| ---- | ------------------ | ---------------------- | ----- | ----- | --- | ----- | ----- | --- | ----- | ----- | ----- | --------- |
| 2006 | Jari-Matti Latvala | Subaru Impreza WRX STI | MON 5 | MES 9 | ARG | GRE 6 | GIA 9 | CYP | AUS 1 | NZL 1 | 27    | 4º        |

### Risultati J-WRC
| Anno | Scuderia           | Vettura            | 1       | 2       | 3       | 4       | 5     | 6       | 7     | Punti | Posizione |
| ---- | ------------------ | ------------------ | ------- | ------- | ------- | ------- | ----- | ------- | ----- | ----- | --------- |
| 2004 | Jari-Matti Latvala | Ford Puma S1600    | MON Ret |         |         |         |       |         |       | 5     | 13º       |
| 2004 | Jari-Matti Latvala | Ford Fiesta S1600  |         | GRE Ret | TUR Ret |         |       |         |       | 5     | 13º       |
| 2004 | Jari-Matti Latvala | Suzuki Ignis S1600 |         |         |         | FIN Ret | GBR 4 | ITA Ret | SPA 9 | 5     | 13º       |

## Curiosità
- Oltre alla passione per i motori e le competizioni automobilistiche, a Latvala piace sciare e praticare orienteering. Nel campo musicale ha dichiarato di preferire la musica anni '80, pop, e rock.
- Il suo motto è "ole oma itsesi", ovvero "sii te stesso". I suoi idoli sono gli ex piloti suoi connazionali Henri Toivonen e Juha Kankkunen.[38]